# Britta Büthe
Britta Büthe (* 25. Mai 1988 in Dearborn, Michigan) ist eine ehemalige deutsche Beachvolleyballspielerin. Sie gewann 2011 die Universiade und wurde 2013 Vizeweltmeisterin. 2014 wurde sie deutsche Meisterin und 2016 nahm sie an den Olympischen Spielen teil.

## Karriere

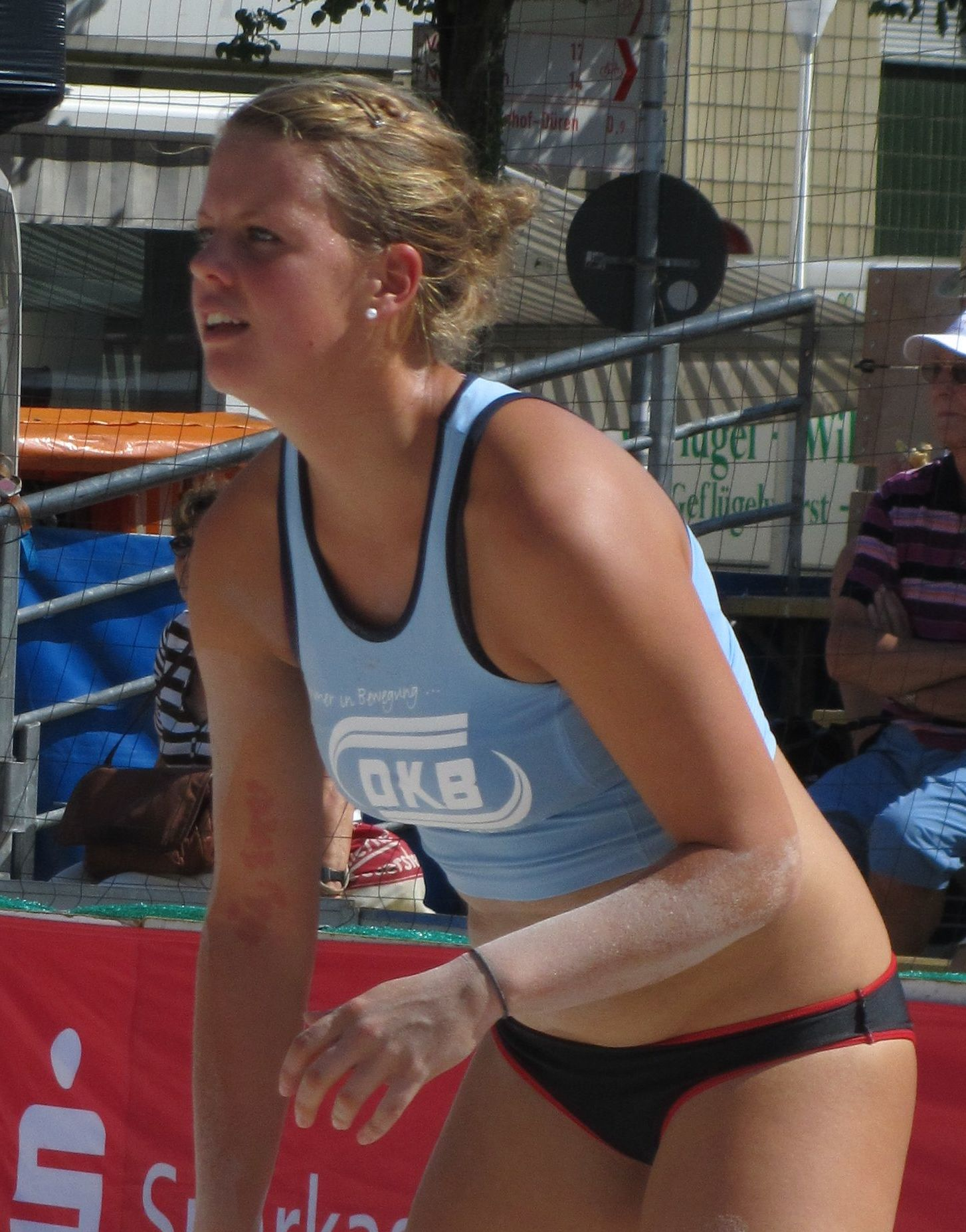
DKB-Beach-Cup 2011

Büthe wurde 2005 in Kiel-Schilksee mit Katrin Naumer deutsche U19-Meisterin. 2006 gewann sie in Bermuda mit Svenja Engelhardt die Bronzemedaille bei der U19-Weltmeisterschaft. Bei der Junioren-Weltmeisterschaft 2008 in Brighton belegte sie mit Karla Borger den fünften Rang. 2009 gewann sie mit Julia Großner die U23-Europameisterschaft in Jantarny. Seit 2010 spielte Büthe, die als Hallen-Volleyballerin mit der zweiten Mannschaft des MTV Stuttgart 2011 in die Zweite Bundesliga aufstieg, mit Borger. In Alanya wurde das Duo im Juni 2010 Studenten-Weltmeister. Bei der U23-EM in Kos erreichten Borger/Büthe den neunten Rang. Auf der World Tour kamen sie in Phuket auf den 17. Platz. 2011 steigerte sie sich mit dem 13. Rang in Mysłowice, bevor sie beim Grand Slam in Peking als Neunte erstmals in die Top Ten kamen. Das gleiche Ergebnis schafften sie bei den Grand Slams in Gstaad und Stare Jabłonki. Außerdem gewannen sie das Challenger-Turnier in Seoul und das Masters in Niechorze. Ihren bis dahin größten Erfolg feierten Borger/Büthe jedoch bei der Universiade in Shenzhen, die sie im Finale gegen die US-Amerikanerinnen Hughes/Day gewannen. Bei der deutschen Meisterschaft kamen sie auf den dritten Rang. Büthe wurde am Jahresende von der FIVB als „Rookie of the Year“ ausgezeichnet.
2012 begannen Borger/Büthe mit drei 17. Plätzen bei den Brasília und Sanya Open sowie dem Grand Slam in Shanghai. Bei der Europameisterschaft in Scheveningen kamen sie als Gruppendritte in die K.-o.-Phase und erreichten durch einen Sieg gegen die deutschen Konkurrentinnen Sara Goller und Laura Ludwig das Viertelfinale, in dem sie sich den späteren Drittplatzierten Liliana/Baquerizo geschlagen geben mussten. Beim Grand Slam in Rom wurde sie wie bei der EM Fünfte. Als Neunte in Gstaad und Stare Jabłonki gelangen ihnen weitere Top-Ten-Ergebnisse. Die deutsche Meisterschaft beendeten sie auf dem fünften Rang.
Die Saison 2013 begannen sie mit dem 17. Platz in Fuzhou. Anschließend belegten sie den neunten Platz in Shanghai und den fünften Rang in Corrientes. Auf der nationalen Smart Beach Tour gewannen sie das Turnier in Hamburg. Bei der WM in Stare Jabłonki erreichten sie als Gruppensieger die K.-o.-Phase und gelangten mit vier weiteren Siegen als erste Europäerinnen in ein WM-Endspiel. Dies verloren sie im Tiebreak gegen die Chinesinnen Xue Chen und Zhang Xi. Wegen einer Verletzung verpasste Büthe die EM in Klagenfurt und den Grand Slam in Berlin. In Moskau und in São Paulo wurden Borger/Büthe Neunte. Bei der deutschen Meisterschaft 2013 belegten sie den dritten Rang.
Auf der World Tour 2014 gelangen ihnen durchweg Top-Ten-Platzierungen, zunächst zwei fünfte Ränge beim Grand Slam in Shanghai und den Prag Open. Bei der EM in Quartu Sant’Elena erreichten sie als Gruppenzweite die K.-o.-Phase. Nach zwei weiteren Siegen kam es im Viertelfinale zum deutschen Duell, das Borger/Büthe gegen Ludwig/Walkenhorst verloren. Bei den Grand Slams in Moskau und Berlin wurden sie Fünfter und Dritter. In Gstaad spielten sie in einem deutschen Finale gegen Ilka Semmler und Katrin Holtwick und mussten sich in zwei Sätzen geschlagen geben. Der Grand Slam in Den Haag war das einzige internationale Turnier in diesem Jahr, das sie nicht in den Top Ten beendeten. Es folgten neunte Plätze in Long Beach und Stare Jabłonki sowie ein fünfter Platz in Klagenfurt. Mit einem Finalsieg gegen Ludwig/Sude gewannen Borger/Büthe bei der deutschen Meisterschaft 2014 ihren ersten nationalen Titel. Danach siegten sie auch beim CEV Satellite in Stuttgart. Die internationale Saison beendeten sie mit einem neunten Platz in São Paulo.
Im Mai 2015 gewannen Borger/Büthe bei den Luzern Open das Finale gegen die Niederländerinnen Meppelink/van Iersel und schafften damit ihren ersten Turniersieg auf der World Tour. Nach einem 25. Rang beim Grand Slam in Moskau erreichten sie als Fünfte der Poreč und Stavanger Majors und Vierte des Grand Slams in Sankt Petersburg wieder Top-Ten-Ergebnisse. Bei der WM in den Niederlanden gelangten sie als bestes von drei punktgleichen Teams ihrer Vorrundengruppe weiter, schieden dann aber in der ersten K.-o.-Runde gegen die Kanadierinnen Pavan/Bansley aus. Beim Gstaad Major gab es ebenfalls einen 17. Platz. Nach dem neunten Rang beim Grand Slam in Yokohama litt Borger an einer Blockade des Hüftgelenks, die sie sich beim vorherigen Grand Prix in Yokohama zugezogen hatte. Daher konnte sie mit Britta Büthe nicht mehr zum letzten Vorrundenspiel antreten. Die Europameisterschaft war damit für das deutsche Duo vorzeitig beendet. Beim Grand Slam in Olsztyn trat Büthe mit Katharina Schillerwein an. Bei der deutschen Meisterschaft spielte sie mit Lisa Arnholdt und wurde Siebte.

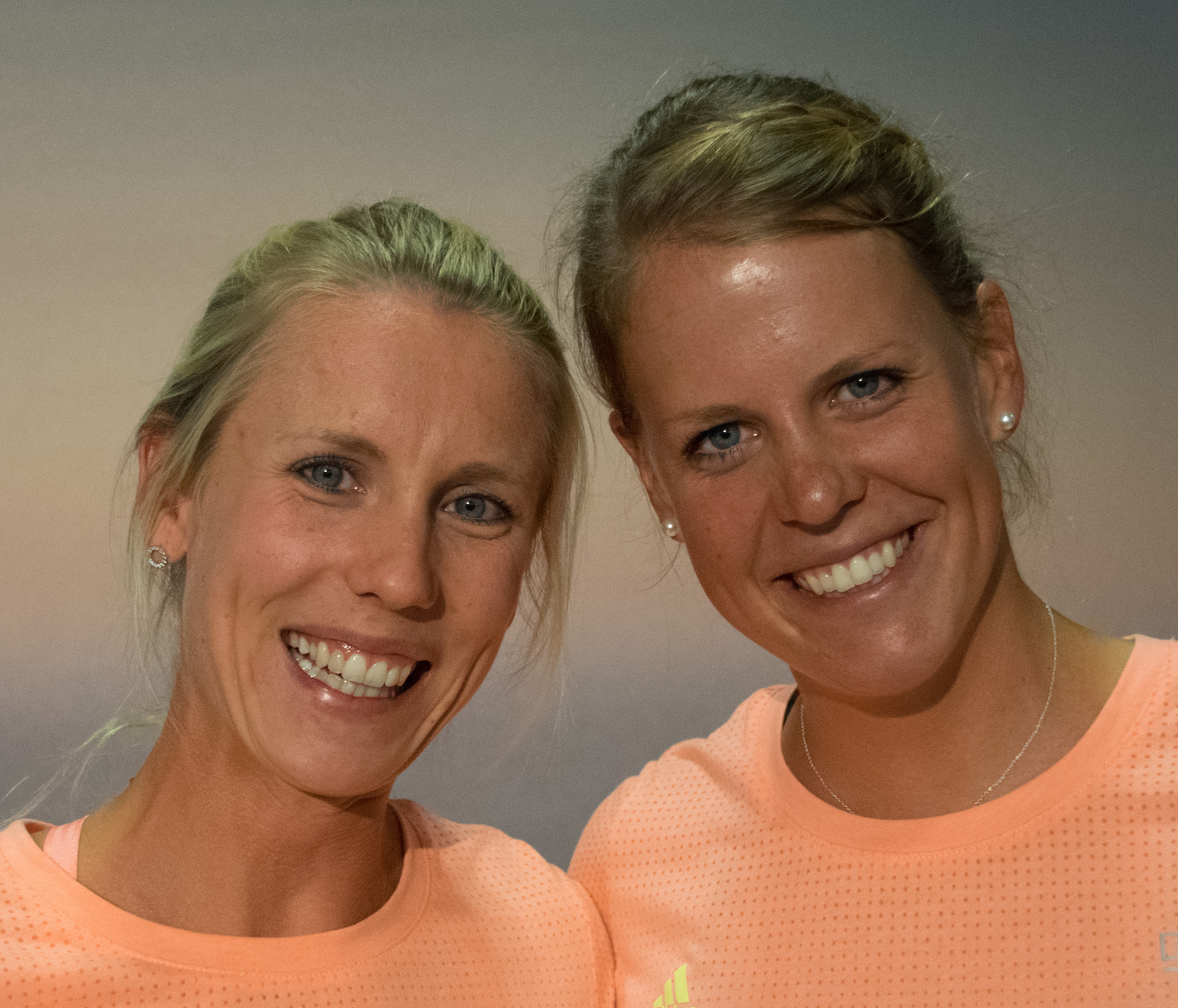
Karla Borger (links) mit Britta Büthe (rechts) 2016

Anfang 2016 kamen Borger/Büthe mit einem fünften Rang bei den Maceió Open zurück zur FIVB World Tour. Beim Grand Slam in Rio de Janeiro wurden sie Dritte. Bei den folgenden Open-Turnieren erreichten sie vier fünfte und einen neunten Platz. Auch beim Grand Slam in Moskau wurden sie Fünfte. In der Vorrunde und im Achtelfinale der EM in Biel/Bienne besiegten sie die Konkurrentinnen aus Österreich und der Schweiz, bevor sie sich im deutschen Viertelfinale gegen Semmler/Holtwick durchsetzten. Durch die Halbfinal-Niederlage gegen Sluková/Hermannová wurden sie Dritte und gewannen damit die erste EM-Medaille ihrer Karriere. Nach einem neunten Platz beim Hamburg Major gewannen sie beim Major-Turnier in Poreč das deutsche Duell um den dritten Platz gegen Ludwig/Walkenhorst. Danach belegten sie den neunten Platz in Gstaad und den fünften Rang in Klagenfurt. Als siebtbestes Team der Olympiarangliste qualifizierten sie sich für die Olympischen Spiele in Rio de Janeiro. Dort kamen sie als Gruppendritte über die Playoff-Runde „Lucky Loser“ ins Achtelfinale, in dem sie sich den an Position eins gesetzten Brasilianerinnen Larissa/Talita geschlagen geben musste. Damit beendeten sie das Turnier auf dem neunten Rang. Anschließend wurden sie Fünfte des Grand Slam in Long Beach. Bei der deutschen Meisterschaft unterlagen sie im Halbfinale den Olympiasiegerinnen Ludwig/Walkenhorst und gewannen das Spiel um den dritten Platz gegen Gernert/Zautys. Nach dem Turnier beendete Büthe ihre Karriere, um sich auf ihr Studium zu konzentrieren.